# 斯蒂芬·施奈德
斯蒂芬·施奈德（英語：Stephen Henry Schneider，1945年2月11日—2010年7月19日）是一位美国气候学家，曾为斯坦福大学气候变化与环境生物学教授，斯坦福伍兹环境研究所资深研究员，2002年当选美国国家科学院院士，主要作品有《地球——我们输不起的实验室》（Laboratory Earth: The Planetary Gamble We Can't Afford to Lose）等。